# 제프리 빈센트 파리세
제프리 빈센트 파리세(Jeffrey Vincent Parise, 1974년 7월 8일 ~ )는 미국의 배우, 화가, 텔레비전 배우, 각본가이다.
인디애나폴리스에서 태어났다.

## 영화
- 저스티스 리그 다크 (2017년)
- 사랑의 마녀 (2016년)
- 언더 더 할리우드 사인 (2014년) - 테이트 역
- 더 다크 파티 (2013년)
- 걸 앳 더 도어 (2013년) - 제이크 역
- 죽음의 타겟 (2013년) - 아베 프로만 역
- 짜릿한 폰섹스컴퍼니 (2013년) - 삼손 역
- 페이스 오브 러브 (2013년) - 니콜라스 역
- 다크 릴 (2008년)
- 데스 바이 인게이지먼트 (2005년) - 로버트 역
- 콜백 (2005년)
- 돈 컴 노킹 (2005년)
- CSI - 뉴욕 (2004년)
- 더 디스트릭트 (2000년)
- 디 언스카드 (1999년)
- 저징 에이미 (1999년)
- 우리 생애 나날들 (1965년)